# Église Saint-Michel de Penta-di-Casinca
L'église Saint-Michel est une église paroissiale catholique située à Penta di Casinca en Haute-Corse. Construite à la fin du XVIIIe siècle (elle est datée de 1760), elle est classée monument historique en 1990.

## Architecture
L'église paroissiale Saint-Michel (ou San Michele), datée de 1760, a été construite en remplacement de l'édifice antérieur, du Xe siècle. De style baroque, l'édifice est composé d'une nef centrale et de bas-côtés, avec un chœur à chevet plat. Son clocher à deux niveaux percés de baies cintrées, est accolé au chevet. L'église est inscrite Monument historique pour son décor intérieur.

## Mobilier

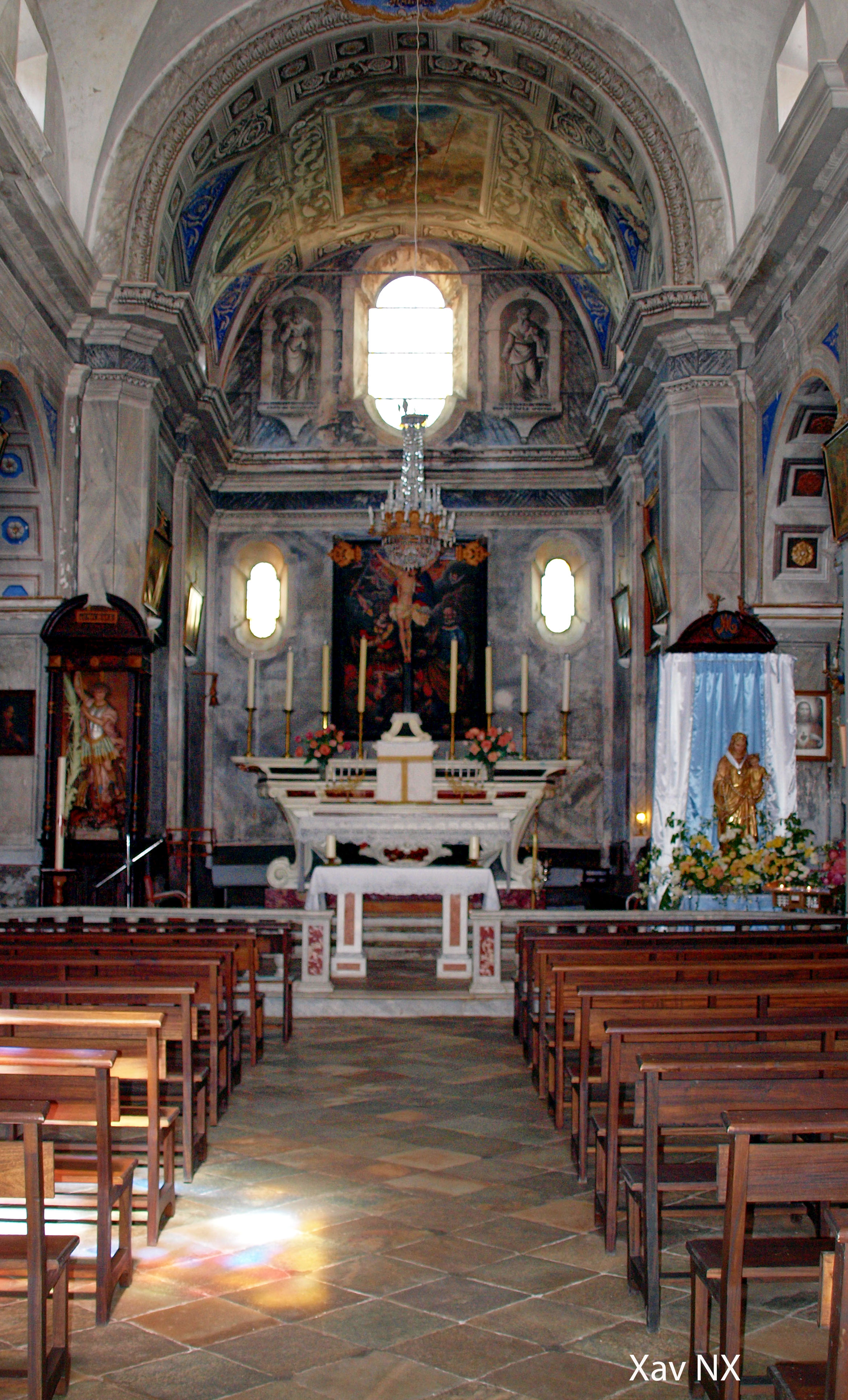
Intérieur de l'église Saint-Michel.

L'édifice recèle des œuvres classées monuments historiques :
- ostensoir en argent ciselé, datant de 1757[2] ;
- calice en argent doré du XVIIe siècle[3] ;
- calice en argent doré daté limite des XVIIe et XVIIIe siècles[4].

Et également :
- statue (petite nature) Immaculée Conception du XIXe siècle[5] ;
- ensemble de l'autel secondaire de la confrérie du Rosaire de la 2e moitié du XVIIIe siècle (?)[6] ;
- tableau d'autel Donation du Rosaire par la Vierge à l'Enfant à saint Dominique en présence de saint Vincent Ferrier limite des XVIIIe et XIXe siècles[7] ;
- ensemble de l'autel secondaire de saint Joseph limite des XVIIIe et XIXe siècles[8] ;
- tableau d'autel Mort de saint Joseph limite des XVIIIe et XIXe siècles[9] ;
- statue (petite nature) Christ mort du XVIIIe siècle (?)[10] ;
- chaire à prêcher[11] ;
- meuble de sacristie (chasublier-commode) du XVIIIe siècle (?)[12] ;
- tableau commémoratif Consécration de l'église paroissiale Saint-Michel de 1760[13] ;
- tableau Saint Roch du 3e quart du XVIIIe siècle (?)[14] ;
- tableau Double Trinité daté limite des XVIIe et XVIIIe siècles[15] ;
- tableau Vierge à l'Enfant dite Vierge au chapelet de 1862, donné par l'Empereur Napoléon III[16] ;
- peintures monumentales : Figures bibliques, ornementation datées du 3e quart du XIXe siècle[17] ;
- calice ((no) 1)[18] ;
- calice ((no) 2)[19] ;
- calice, patène[20] ;
- ostensoir-soleil[21] ;
- le mobilier[22] ;
- ensemble du maître-autel de saint Michel[23] ;
- seau à eau bénite[24].